# Break the Silence
Break the Silence è il quarto album del gruppo musicale heavy metal a cappella tedesco Van Canto, pubblicato il 23 settembre 2011 da Nuclear Blast. Esso contiene 13 tracce, cinque delle quali sono cover.

## Tracce

### CD
1. If I Die in Battle - 4:46
2. The Seller of Souls - 3:24
3. Primo Victoria - 3:44 (cover dei Sabaton con Joakim Brodén)
4. Dangers in My Head - 4:05
5. Black Wings of Hate - 4:41
6. Bed of Nails - 3:37 (cover di Alice Cooper)
7. Spelled in Waters - 4:26 (con Marcus Siepen dei Blind Guardian)
8. Neuer Wind - 3:21
9. The Higher Flight - 5:00
10. Master of the Wind - 6:09 (cover dei Manowar)

## Tracce Bonus
1. Betrayed - 4:58
2. Bad to the Bone - 4:52 (cover dei Running Wild)
3. A Storm to Come - 9:13

## Formazione
- Dennis Schunke (Sly) – voce principale
- Inga Scharf – voce principale
- Stefan Schmidt – rakkatakka basso
- Ross Thompson – rakkatakka alto
- Ingo Sterzinger (Ike) – dandan basso
- Bastian Emig – batteria